# Argiope versicolor
Argiope versicolor — вид павуків-колопрядів з всесвітньо поширеного роду Argiope. Великі, яскраво забарвлені самиці більші в декілька разів за дрібних самців. Живиться великими комахами. Отрута слабка, для людини безпечні. Поширені у Південній та Східній Азії.

## Опис
Самиці середнього розміру, довжина тіла 0,8-1,2 см.
Форма тіла та забарвлення дуже подібні до Argiope pulchella, з якою мають перетин ареалу в Західній Малайзії, Сінгапурі, Суматрі та на заході Яви.

## Спосіб життя
У ювенільних павуків стабілімент на ловильній сітці дископодібний, у старших та дорослих - хрестоподібний. В одному з досліджень було виявлено, що молоді павуки, які будували сітку зі стабіліментом, росли й розвивалися швидше, ніж ті, які стабіліменту не будували. Імовірно, їхній стабілімент залучав більше комах.

## Ареал
Поширені в Південносхідній Азії, зокрема в Малайзії, Сінгапурі, на Калімантані, Суматрі, Яві.

## Систематика
Argiope versicolor належить до групи видів Argiope aetherea в роді Argiope. Згідно з молекулярно-генетичним аналізом, проведеним 2016 року, найближче спорідненими до нього видами є Argiope jinghongensis і Argiope aetheroides.